# Småsylsnäcka
Småsylsnäcka (Opeas hannensis) är en snäckart som först beskrevs av Rang 1831.  Småsylsnäcka ingår i släktet Opeas, och familjen sylsnäckor. Arten är reproducerande i Sverige.